# 小行星8014
小行星8014（英語：8014）是一颗围绕太阳公转的小行星。1990年6月26日，埃莉諾·赫琳在帕洛马山发现了此天体。
这颗小行星的绝对星等为114.1549426335776等。